# Sindrome nefrosica
La sindrome nefrosica è una condizione definita da una proteinuria nelle 24 ore superiore a 3,5 grammi e albuminemia inferiore a 3 g/dL. La sindrome è caratterizzata da proteinuria, ipoalbuminemia, edema, ipercolesterolemia, lipiduria e trombofilia.

## Sintomatologia
I sintomi ed i segni clinici di base comprendono proteinuria, ipoalbuminemia, edema, iperlipidemia. A questi possono conseguire anoressia, debolezza, lipiduria (perdita di lipidi con le urine), ipercoagulabilità e anemia ipocromica microcitica. Si riscontra un'aumentata suscettibilità alle infezioni per deplezione di immunoglobuline, in particolare IgG, dovuta alle perdite urinarie, ed ipocalcemia (conseguente all'ipoalbuminemia) a cui può conseguire iperparatiroidismo e/o alterato metabolismo della vitamina D.
L'elettroforesi delle sieroproteine mostra, oltre alla riduzione della albumina, un incremento delle α2 e β globuline ed una riduzione delle gamma globuline. Nei casi più gravi, fortunatamente rari, una grave e prolungata perdita proteica comporta denutrizione e cachessia. Altri sintomi possono essere presenti, ma dipendono dall'eziologia della sindrome.

## Eziologia e patogenesi
La sindrome nefrosica può essere primitiva, cioè conseguente ad un danno primitivamente renale, o secondaria, cioè conseguente ad una malattia che non colpisce esclusivamente i reni.
Nel primo caso le glomerulopatie che più frequentemente causano sindrome nefrosica sono la glomerulopatia a lesioni minime, la glomerulosclerosi segmentaria e focale, la glomerulonefrite membranosa e la glomerulonefrite membrano-proliferativa. I sintomi sono frequentemente simili; per una diagnosi di certezza è sempre necessaria una biopsia renale.
Nei casi in cui essa è secondaria, la sindrome nefrosica compare come complicanza di diverse malattie. Fra queste la più frequente è la nefropatia diabetica; segue il lupus eritematoso sistemico ed il mieloma multiplo (la cui manifestazione renale è detta "rene da mieloma", o meglio nefropatia da mieloma multiplo o cast nephropathy), con le altre cause di amiloidosi.
L'importante edema presente nella sindrome nefrosica è dovuto principalmente alla diminuzione della pressione oncotica intracapillare conseguente all'ipoalbuminemia, dovuta sia alla perdita renale, sia all'aumentato metabolismo proteico dei tubuli renali. La sintesi epatica, benché aumentata in valore assoluto, risulta insufficiente nel compensare la ipoalbuminemia.
L'edema si aggrava nel momento in cui si attiva il sistema renina-angiotensina-aldosterone, conseguente alla riduzione del volume ematico (i liquidi vengono intrappolati nell'interstizio) e rapidamente evolvente verso un grave quadro di ritenzione di sodio e liquidi. Inoltre, il fegato produce una grande quantità di fibrinogeno che, unitamente alla deplezione renale di antitrombina III e altri fattori anticoagulanti, giustifica la ipercoagulabilità che si riscontra frequentemente nella sindrome nefrosica. Un'ulteriore complicanza dell'ipercoagulabilità in corso di sindrome nefrosica è la possibile trombosi di una delle vene renali.
Sono inoltre evidenti, in corso di sindrome nefrosica, alterazioni nei livelli plasmatici dei lipidi; in particolare si osserva un aumento di trigliceridi, LDL e VLDL. La causa di questa iperlipidemia è riconducibile alla perdita urinaria di alcuni fattori che regolano il metabolismo lipidico (come la lipoproteina lipasi, la lecitina-colesterolo aciltransferasi o LCAT, l'apolipoproteina C2 e l'orosomucoide o "alfa1 glicoproteina acida") e all'accumulo nel sangue di acidi grassi liberi in conseguenza della perdita di albumina (la quale lega e trasporta appunto anche gli acidi grassi); nelle gravi sindromi nefrosiche si può inoltre riscontrare una riduzione delle HDL plasmatiche, dovuta a perdita urinaria delle stesse.
Un meccanismo recentemente ipotizzato per spiegare l'iperlipidemia della sindrome nefrosica è basato sulla perdita urinaria del recettore epatico per le LDL; ciò determinerebbe una riduzione del colesterolo libero all'interno del fegato, il quale cercherebbe di rispondere aumentandone la sintesi mediante stimolazione dell'enzima a ciò deputato, la HMG-CoA reduttasi.

## Terapia
Il trattamento sintomatico prevede la somministrazione di diuretici dell'ansa (come la furosemide) in dosi anche elevate, ma strettamente controllate onde evitare effetti collaterali, eparina o aspirina (per proteggere dalla ipercoagulabilità del sangue) e antagonisti della sintesi del colesterolo (per ridurre l'ipercolesterolemia).
Da alcuni anni si è chiarito che l'uso di una particolare categoria di farmaci (gli ACE inibitori e i bloccanti del recettore dell'angiotensina) possono significativamente ridurre la proteinuria sia nella sindrome nefrosica primitiva che secondaria.
La terapia causale varia in relazione alla causa della sindrome nefrosica. Nella maggior parte delle sindromi nefrosiche primitive si usa una combinazione di steroidi e immunosoppressori, come nella nefropatia membranosa, nella glomerulosclerosi focale e segmentaria nelle glomerulonefriti a lesioni minime (più frequenti, ma non esclusive, dei bambini).
Nei casi in cui la sindrome nefrosica sia secondaria ad altre malattie, la terapia coincide spesso con quella della malattia che l'ha causata. Ad esempio, nella nefropatia diabetica è necessario un buon controllo della glicemia per rallentarne l'evoluzione; nel lupus eritematoso sistemico si utilizzano prevalentemente corticosteroidi e/o immunosoppressori.

## Prognosi
La prognosi varia a seconda della causa della sindrome, solitamente è molto buona nei bambini (quando si tratta di glomerulopatia a lesioni minime). Nei casi di altre sindromi nefrosiche primitive si può assistere, in una percentuale variabile, alla remissione spontanea o con terapia, ma spesso la proteinuria permane ed essa, alla lunga, può determinare un danno renale (insufficienza renale) progressivo. Nei casi di sindrome nefrosica secondaria la prognosi è spesso connessa alla gravità della malattia che l'ha determinata, tenendo conto che tuttavia la sindrome nefrosica è spesso una causa di aggravamento ulteriore della malattia di base (ad esempio, un lupus con sindrome nefrosica è più grave e più difficile da trattare di uno senza alcun danno renale).
Deve essere sempre tenuto in considerazione l'aumentato rischio aterosclerotico, la suscettibilità alle infezioni e l'elevato rischio trombotico a cui sono sottoposti questi pazienti. Può accadere ad esempio che soggetti anziani mostrino trombosi delle vene renali quale conseguenza della sindrome nefrosica, a lenta evoluzione o acuta, con dolore al fianco colpito, ematuria macroscopica e varicocele al testicolo sinistro.